# 腹䵍
腹䵍（？—？），战国时期墨家人物，《吕氏春秋》中记载其为墨家钜子。

## 事迹
《吕氏春秋》载，腹䵍的儿子杀了人，虽然秦惠王宽恕他，腹䵍仍然坚持称“墨者之法曰：‘杀人者死，伤人者刑。’”要求处其子死刑。